# Pandit
Pandit är en indisk hederstitel för lärda män. Traditionellt har titeln givits åt den, som varit lärd i veda och i allmänhet också lärt sig betydande delar av veda utantill. Under kolonialtiden syftade titeln ofta på experter inom hinduisk lag. I modern tid används titeln även för mästare inom andra områden, till exempel musik och dans (då förkortat Pt.)
Republiken Indiens förste premiärminister Jawaharlal Nehru kallades Pandit som hederstitel och som en referens till att han tillhörde kasten kashmiri pandit.